# Oleksiivka, Nemîriv
Oleksiivka (în ucraineană Олексіївка) este un sat în comuna Sokileț din raionul Nemîriv, regiunea Vinnița, Ucraina.

## Demografie
Componența lingvistică a localității Oleksiivka
     Ucraineană (97,17%)
     Rusă (2,83%)
Conform recensământului din 2001, majoritatea populației localității Oleksiivka era vorbitoare de ucraineană (97,17%), existând în minoritate și vorbitori de rusă (2,83%).